# Rat Pack
För andra betydelser, se Rat Pack (olika betydelser).
| Rat Pack |
| --- |
| Humphrey Bogart, den ursprunglige Rat Pack-ledaren (bild från Sabrina, 1954). - Betydelse: gruppering av amerikanska underhållare - Centralfigurer: Humphrey Bogart (–1957), Frank Sinatra (från 1959) - Andra medlemmar: Dean Martin, Sammy Davis, Jr., Peter Lawford och Joey Bishop |

The Rat Pack (engelska: råttflocken) var en sammanslutning av amerikanska underhållare. Den fanns i flera varianter, med den ursprungliga centrerad kring Humphrey Bogart. Varianten bildad 1959 hade Frank Sinatra som centralfigur.

## 1950-talsgruppen
Den ursprungliga uppsättningen benämnd "The Rat Pack" innehöll bland andra Humphrey Bogart, Spencer Tracy och Katharine Hepburn. Det sägs att Lauren Bacall, var den som gav (den ursprungliga) gruppen dess namn efter att ha sett dem återvända hem (till hennes och Bogarts hem – där efterfestandet ofta tog vid). Bacall blev även benämnd som råttflockens "stammoder" (Den Mother). Andra medlemmar av den ursprungliga uppsättningen var bl. a. britten David Niven.

## 1960-talsgruppen
Efter Humphrey Bogarts död 1957 upphörde denna grupp av artister och skådespelare att benämnas "The Rat Pack". Istället riktades uppmärksamheten i pressen till en grupp artister och underhållare kring Frank Sinatra (en annan av Bacalls nära bekanta). Övriga medlemmar var där Dean Martin, Sammy Davis Jr., britten Peter Lawford samt Joey Bishop. 
Gruppen uppträdde ofta i Las Vegas och bidrog därmed till att göra Las Vegas till ett intressant mål för turister. Ofta när en av medlemmarna var kontrakterad för ett uppträdande gjorde en eller flera av de övriga plötsliga och oannonserade inhopp i programmet. Den enda kvinnan "i" gruppen var hedersmedlemmen Shirley MacLaine.
År 1998 gjordes det en film om dem, The Rat Pack.

### Namngivning
Gruppen kring Frank Sinatra kallade sig själva aldrig annat än "the Summit" eller "the Clan". I den dåtida pressen skrevs 1958 om en ny generation av skådespelare och skådespelare som ville efterlikna Sinatra, men bara hade råd med Chevrolet (medan Sinatra själv åkte en "Dual-Ghia"); därför blev de kallade för "The mouse pack" – musflocken.
I den sistnämnda kategorin noterades (1958) bland andra Ernie Kovacs, Eddie Fisher, Milton Berle, textförfattaren Sammy Cahn och kompositören Jimmy Van Heusen (låtsnickrare åt Sinatra och Martin), Judy Garland, Debbie Reynolds, Shirley MacLaine. Mer perifert fanns även komikern George Burns, artistagenten Irving Lazar och studiobossen William Goetz. Alla dessa var i ungefär samma ålder och åtminstone 40 år gamla.

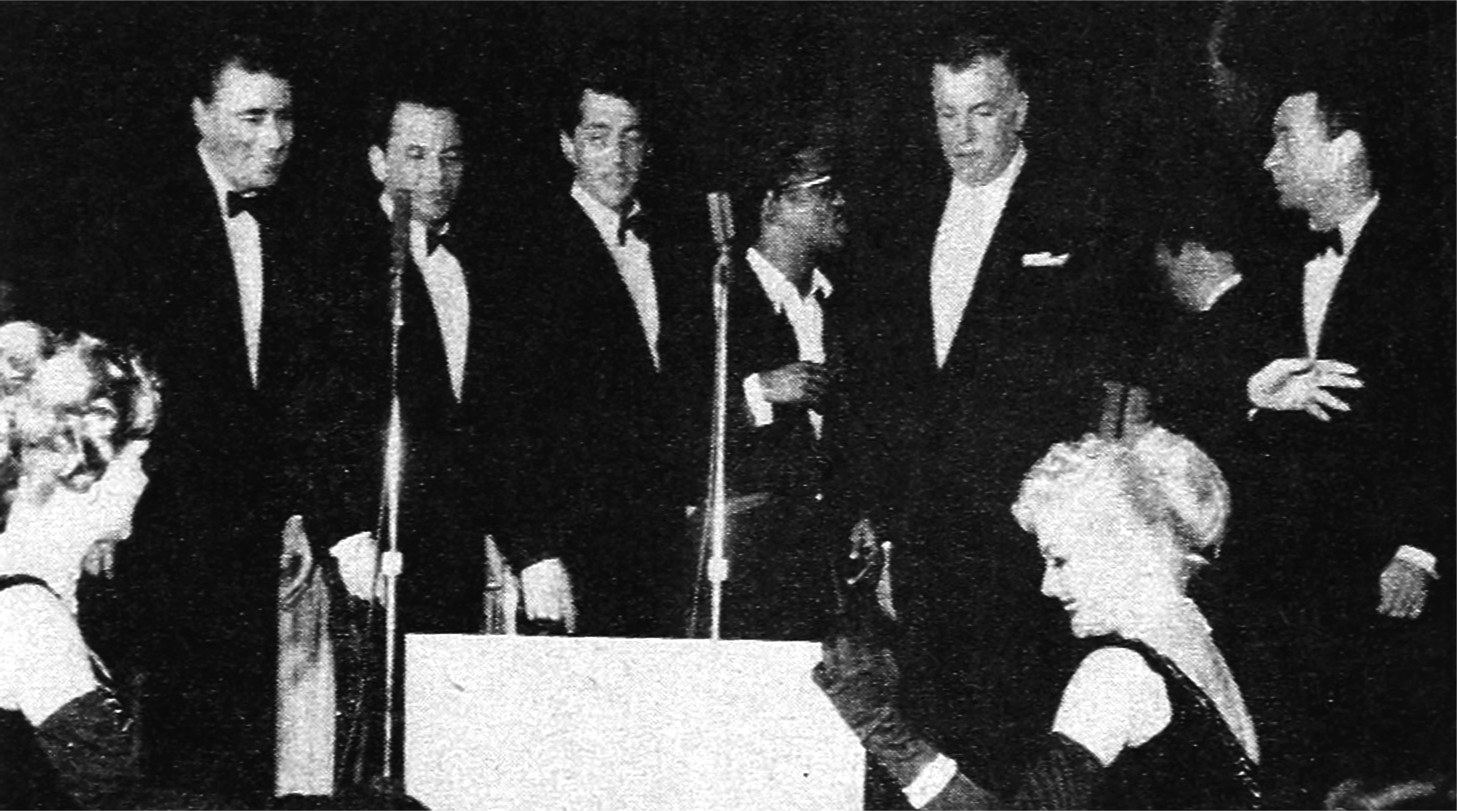
Rat Pack i maj 1960, på Sands Hotel i Las Vegas. Från vänster: Peter Lawford, Frank Sinatra, Dean Martin, Sammy Davis, Jr., Jack Entratter och Joey Bishop.

### Filmografi
- It Happened in Brooklyn (1947) (Frank Sinatra och Peter Lawford)
- Meet Me in Las Vegas (1956) (Sinatra och  Sammy Davis, Jr. – cameoroller)
- Some Came Running (1958) (Sinatra och  Dean Martin)
- Never So Few (1959) (Sinatra och Lawford])
- Storslam i Las Vegas (1960) (Sinatra, Martin, Davis, Lawford, Bishop och cameoroll av Shirley MacLaine)
- Pepe (1960) (Sinatra, Martin, Davis, Lawford, och Bishop – alla cameoroller)
- Sergeants 3 (1962) (Sinatra, Martin, Davis, Lawford, och Bishop)
- Vägen till Hongkong (1962) (Sinatra och Martin – cameoroller)
- Come Blow Your Horn (1963) (Sinatra; cameoroll av Martin)
- Johnny Cool (1963) (Davis och Bishop)
- 4 for Texas (1963) (Sinatra och  Martin)
- 5 äss i leken (1964) (Sinatra, Martin och Davis)
- Marriage on the Rocks (1965) (Sinatra och  Martin)
- The Oscar (1966) (Sinatra ej krediterad och Lawford)
- A Man Called Adam (1966) (Davis och Lawford)
- Texas Across the River (1966) (Martin och Bishop)
- Salt and Pepper (1968) (Davis och Lawford)
- One More Time (1970) (Davis och Lawford)
- Mitt i plåten! (1981) (Martin och Davis)
- Cannonball Run II (1984) (Sinatra, Martin och Davis)